# Żerań

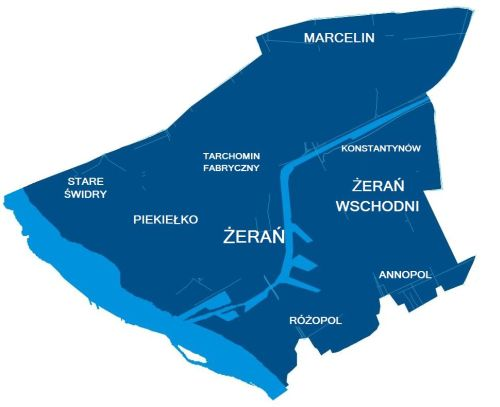
Żerań według MSI i rejony włączone do obszaru

Żerań – osiedle i  obszar MSI w dzielnicy Białołęka w Warszawie.

## Opis
Dawna wieś książęca, następnie królewska, wzmiankowana w XIV wieku. Nazwa pochodzi od staropolskiego określenia żyr lub żer, co oznacza „pastwisko w lesie”.
Osiedle graniczy z Wisłą, dzielnicami Praga-Północ i Targówek oraz z osiedlami: Tarchomin, Bródno, Różopol, Konstantynów i Annopol. Część osiedla położona na wschód od bocznic kolejowych nazywana jest Żeraniem Wschodnim.
Żerań historycznie pełnił głównie funkcje przemysłowe. Tereny z zabudową mieszkalną znajdują się jego północno-zachodniej oraz wschodniej części (w ciągu ulicy Marywilskiej). Na terenie Żerania znajdują się m.in. druga pod względem wielkości Elektrociepłownia Żerań wraz ze składowiskiem odpadów paleniskowych, największa w Warszawie bocznica kolejowa, cementownia i wiele innych.
W okresie PRL na Żeraniu działała Żerańska Fabryka Elementów Betoniarskich „Faelbet” – najstarszy i największy w Polsce producent prefabrykowanych elementów wielkopłytowych dla budownictwa mieszkaniowego.
Na Żeraniu znajduje się Kanał Żerański (wraz ze śluzą), który jest ważnym elementem żeglugi śródlądowej, oraz Port Żerański.
W granicach rejonu MSI Żerań umieszczono: Stare Świdry, Piekiełko, Tarchomin Fabryczny, Żerań Wschodni, Annopol i Marcelin.